# Inland Empire (film)
Inland Empire (2006) is een Amerikaanse speelfilm van de Amerikaanse regisseur David Lynch. Het kostte Lynch 2,5 jaar om de film te maken. Daar de film moeilijk onder één genre te brengen is, spreekt men onder meer over een abstracte, expressionistische, surrealistische en psychologische film. De film toont een evenwicht tussen enerzijds een vervreemdende en angstaanjagende sfeer en anderzijds een subtiele, dikwijls morbide, vorm van humor. Zowel elementen van een thriller als van een komedie worden naadloos samengebracht. Het vage volgen van een hoofdthema gecombineerd met een aantal bijverhalen, het springen in de tijd en de eigenzinnige manier van filmen (de film werd geheel opgenomen met DV-camera's), geven de film een dromerig karakter. 

## Ontstaan van de film
David Lynch nam met zijn buurvrouw, actrice Laura Dern, een korte geïmproviseerde scène op. Lynch schoot met zijn digitale videocamera nog een aantal scènes en besefte dat het materiaal als basis voor een speelfilm kon dienen. Lynch schreef de meeste scènes pas vlak voor deze op te nemen. De hoofdrolspelers probeerden uit te vinden waar het over ging maar zelfs zij konden er geen grip op krijgen. In totaal filmde Lynch meer dan 300 uur aan beeldmateriaal dat hij in de montage terug bracht naar 3 uur. Volgens Lynch is het verhaal pas in de montage ontstaan.

## Ontvangst
Inland Empire ging op het filmfestival van Venetië wereldwijd in première. De film werd met zeer gemengde gevoelens ontvangen: de een sprak van een revolutionair meesterwerk en een mijlpaal in de filmgeschiedenis, de ander van een onbegrijpelijke saaie en veel te lange film; andere bezoekers vonden de film een excuus om onder het motto van experimentele kunst zo veel mogelijk onzin aan de kijker te verkopen. Ook was er kritiek op de vormgeving. Hoewel de meeste speelfilms van Lynch op 35 mm en in breedbeeld zijn opgenomen, koos de eigenzinnige regisseur ditmaal voor semiprofessionele, standard-definition video met de beeldverhouding 4:3. Bovendien maakte Lynch voor de meeste scènes geen gebruik van een statief. Het eindresultaat ziet er dan ook een stuk minder strak en verzorgd uit dan we van Lynch gewend zijn.
Lynch vergeleek zijn film met een abstract schilderij: Een hele reeks strepen, kleuren en vlekken zonder duidelijke voorstelling. Iedereen ziet er wat anders in en iedere interpretatie is de juiste.
Commercieel gezien was Inland Empire geen groot succes, maar de film groeide wel meteen uit tot cultklassieker.

## Het verhaal
De eerste 8 minuten van de film tonen verschillende beelden en aanzetten van verhalen die zich later in de film al dan niet verder ontwikkelen. We zien onder andere een Poolse prostituee en haar klant; een jonge vrouw die huilend kijkt naar Lynch' eigen web series "Rabbits" (een absurde sitcom waarin acteurs verkleed zijn als konijnen); en een geheimzinnig gesprek tussen twee Polen waarvan één, een sinister ogend personage met de naam "The Phantom", op zoek is naar "een opening". 
Na deze proloog begint de film met Nikki Grace, die bezoek krijgt van een Poolse buurvrouw. Hun gesprek evolueert van roddel naar wartaal en krijgt ten slotte een uiterst dreigende toon. De kijker komt onder andere te weten dat Nikki een beroemde actrice is die zojuist de hoofdrol in de film "On High in Blue Tomorrows" van regisseur Kingsley Stewart heeft bemachtigd. Haar tegenspeler is Devon Berk, een notoire rokkenjager. (Daar Nikki's Pools-Amerikaanse echtgenoot bijzonder invloedrijk is, krijgt Devon van zijn impresario het dringende advies niet met Nikki aan te pappen.) Nikki speelt Susan, een prostituee die met een groep collega's samenwoont in de bungalow die zij ooit deelde met haar echtgenoot. Nadat Susan's man samen met hun zoontje naar Polen is vertrokken om daar te werken in een circus, wordt Susan verliefd op haar klant Billy, gespeeld door Devon. Billy's echtgenote zint op wraak; gemanipuleerd door "The Phantom" valt zij Susan aan met een schroevendraaier. Susan raakt ernstig gewond en bloedt ten slotte dood op straat, omringd door ongeïnteresseerde zwervers. 
Tijdens de eerste repetitie merken Nikki en Devon dat zij en Kingsley door iemand begluurd worden. Nadat de gluurder spoorloos is verdwenen voelt Kingsley zich genoodzaakt om op te biechten dat "On High in Blue Tomorrows" een remake is van de Poolse speelfilm "47", waarvan de opnames abrupt werden gestaakt na de moord op de twee hoofdrolspelers. 
Wanneer de opnames voor "On High in Blue Tomorrows" van start gaan wordt het voor de kijker steeds moeilijker om te onderscheiden wat echt gebeurt en wat in scène is gezet voor de film. Deze verwarring bereikt een climax wanneer Nikki zelf het onderscheid niet meer kan maken tussen de werkelijkheid en haar rol. Ook wordt er regelmatig gesneden naar wat scènes uit "47" zouden kunnen zijn: we zien hoe de huilende jonge vrouw uit het begin van de film in de Poolse stad Lódz aan het werk is als prostituee, heftige ruzies heeft met haar echtgenoot en subtiel bedreigd wordt door "The Phantom." Susan verschijnt regelmatig zelf in Lódz. Ook lijkt zij in staat te zijn naar het verleden te reizen: zo komen we erachter dat de gluurder tijdens de eerste repetitie niemand minder was dan Nikki zelf. 
Nadat de opnamen voor "On High in Blue Tomorrows" zijn afgerond betreedt Nikki een bioscoop waar zowel beelden uit haar eigen leven als dat van Susan op het witte doek worden geprojecteerd. Nikki komt in een surrealistisch labyrint van deuren en gangen oog in oog te staan met "The Phantom". Nikki schiet hem recht in het gezicht, dat verandert in het hare alvorens een abstracte vorm aan te nemen. Nikki gaat kamer 47 binnen en komt terecht op de nu lege set van "Rabbits". Daarna loopt zij naar een andere kamer, waar zij de huilende jonge vrouw aantreft. De twee vrouwen zoenen, waarna de huilende vrouw eindelijk de kamer blijkt te kunnen verlaten. Ze wordt herenigd met haar man en kind. Geflankeerd door vriendinnen (actrices Laura Elena Harring en Nastassja Kinksi) en diverse personages uit de film, kijkt een tevreden Nikki naar een opzwepend optreden van een groep dansers. 